# Hickengrund
Der Hickengrund ist eine Region im hohen Westerwald und ist neben dem Oberen Freien Grund ein Teil der Gemeinde Burbach. Irrtümlich wird hier vom Siegerland gesprochen. Er umfasst die Orte Holzhausen, Niederdresselndorf, Oberdresselndorf und Lützeln und somit etwa 5500 Einwohner. Es handelt sich genau um die heutigen Ortsteile Burbachs, die im Einzugsgebiet des Haigerbachs liegen und damit über die Dill zur Lahn entwässert werden. Sie liegen daher nicht im naturräumlichen Siegerland, sondern im Dilltal.

## Namensgebung
Der Name Hickengrund leitet sich der Legende nach von „Heckengrund“ ab. Es wird vermutet, dass in den vergangenen Jahrhunderten Hecken als Verteidigungsanlagen rings um den Hickengrund bestanden haben.

## Geschichte
- Um 600–500 v. Chr. kamen erste, vorgermanische Siedler aus dem Lahn-Dill-Gebiet in den Hickengrund. Diese errichteten Siedlungen im Bereich der Hirzgabel und der Leimstruth.
- Ca. 200 v. Chr. drangen Germanen in das Gebiet des Hickengrundes ein. Diese vermischten sich mit den vorgermanischen Menschen und übernahmen deren Lebensweise.
- In der Zeit von 200–600 n. Chr. war der Hickengrund nur dünn besiedelt. Eine Siedlung bestand wahrscheinlich im Gebiet des heutigen Lützeln.
- Durch Freibauern erfolgte um 650–850 n. Chr. die planmäßige Besiedlung des Wetterbachtals und die Besiedlung von „Dreissildorf“, dem heutigen Niederdresselndorf.
- Christianisierung des Gebiets durch Missionare des Erzbistums Mainz in der Zeit 700–800 n. Chr.
- Bau einer Kapelle in Niederdresselndorf in der Zeit von 1100 bis 1200.
- 1150 wird Niederdresselndorf urkundlich erwähnt.
- Urkundliche Ersterwähnung von Lützeln am 11. November 1326.
- Holzhausen wird im Jahre 1349 erstmals erwähnt.
- Laut urkundlicher Erwähnungen von 1357 werden die Dörfer „Dreissildorf und Lützeln“ von der nassauischen Gräfin verpfändet.
- Am 31. März 1607 wurde der bis dahin zu Haiger-Dillenburg gehörende Hickengrund von Georg von Nassau-Beilstein zur Amtsvogtei Burbach gelegt und die bis dahin zur Pfarrgemeinde Haiger gehörende Ortschaft Holzhausen nach Niederdresselndorf umgepfarrt.
- Am 17. Oktober 1816 wurde der Hickengrund von Preußen übernommen und gehörte bis zum Ende des Jahres zum Landkreis Siegen im Regierungsbezirk Koblenz.
- Die verwandtschaftlichen Beziehungen im Hickengrund sind umfangreich erforscht. Siehe Ortsfamilienbuch Hickengrund.

## Hickensage von Wackebold dem Riesen
Die Sage über den Hickengrund: Auf der Höhe hauste der böse Riese Wackebold. Durch ständiges Werfen mit Basaltbrocken terrorisierte er insbesondere die darunterliegenden Dörfer des Hickengrundes. Noch heute liegen zahlreiche dieser Steine im Wetterbach. Doch dann machte Wackebold einen Fehler: Eines seiner Geschosse erschlug einen der Söhne des Hans Hick. Dieser schwor gemeinsam mit seinen anderen Söhnen Rache. Als eines Nachts das Schnarchen des Riesen im Tal zu vernehmen war, schlichen sich die „Hicken“ an. Sie warfen Basaltbrocken in Wackebolds Rachen, an denen er erstickte. Anschließend häuften sie so lange Steine auf ihn, bis er nicht mehr zu sehen war: Der große Stein.

## Sehenswürdigkeiten
- Kirche zu Niederdresselndorf aus dem 18. Jahrhundert
- Der große sowie kleine Stein bei Lützeln
- Lützelner Backes (ältestes in Westfalen)